# Quinta de Vale do Rosal
A Quinta de Vale do Rosal, também referida como Quinta do Vale Rosal e Quinta dos Quarenta Mártires, situa-se na Charneca de Caparica,  na atual freguesia de Charneca de Caparica e Sobreda, no Município de Almada, Distrito de Setúbal, em Portugal.

## História
Os padres da Companhia de Jesus do Colégio de Santo Antão, de Lisboa, adquirem a D. Margarida Landim de Maia, viúva de Pedro Barriga que fora guarda-mor da Casa da Moeda, terras de mato num local designado "Pico do Cardo", no limite da freguesia de Caparica, a cerca de meia légua para nascente da rocha sobranceira à orla marítima, uma légua a nordeste da Mina de Ouro da Adiça.
No ano de 1559, reinava à época D. Sebastião, pretendiam comprar a Afonso Botelho, que havia sido meirinho da corte de D. João III, um pedaço de terreno que ele possuía perto do citado "Pico do Cardo" para agregarem à propriedade anteriormente adquirida. Afonso Botelho sabendo de tal interesse decide dessas terras fazer doação aos jesuítas.
Algumas publicações referem erradamente que a Quinta de Vale de Rosal terá sido construída sobre as ruínas do antigo Convento de Nossa Senhora da Rosa. Contudo, estes dois locais patrimoniais de Charneca de Caparica distam entre si cerca de três quilómetros e historicamente nenhum acontecimento os relaciona.
É nesta granja de terreno árido no meio de uma imensa charneca que os padres jesuítas constroem uma casa ampla e utilizam outros casebres já existentes. Destinam esta propriedade para convalescença dos seus doentes e para o santo retiro espiritual.
Decorre o ano de 1570 e para evitar os perigos da peste que grassa em Lisboa, aqui se instala durante cinco meses o Padre Dom Inácio de Azevedo com um esquadrão de noviços que aqui vêm fazer a sua preparação física e espiritual para depois seguiram os caminhos da evangelização do Brasil.
Quando findo o período de preparação se dirigem numa armada com destino ao Brasil, a nau "Santiago" em que haviam embarcado é atacada pelos corsários calvinistas, comandados por Jacques Sória, ao largo das Ilhas Canárias, sendo martirizados e mortos todos os religiosos que nela seguiam. O acontecimento teve lugar a 15 de Julho de 1570, tendo a notícia do massacre chegado a Portugal a 17 de Julho. Os "Quarenta Mártires do Brasil" vieram a ser beatificados em 11 de Maio de 1854 pelo Papa Pio IX.
Devido a este nefasto acontecimento, a Quinta de Vale do Rosal, assim designada, contam os mais antigos, por nos seus campos agrestes ter florescido espontaneamente um magnífico roseiral de rosas brancas e vermelhas, passou a chamar-se Quinta dos Quarenta Mártires, tendo, mais tarde, voltado à designação primeira.
A partir desse ano de 1570 de tantos sucessos, ou até um pouco antes, a partir de 1569, Fernão Mendes Pinto terá vindo passar longos períodos de tempo na Quinta de Vale do Rosal, na Charneca de Caparica, isolando-se das actividades que desempenhava em Almada e aí, na tranquilidade do sítio, escreve de memória a sua obra máxima "Peregrinação", obra que termina em 1578, embora a sua publicação somente venha a ter lugar em 1614 depois da sua morte.

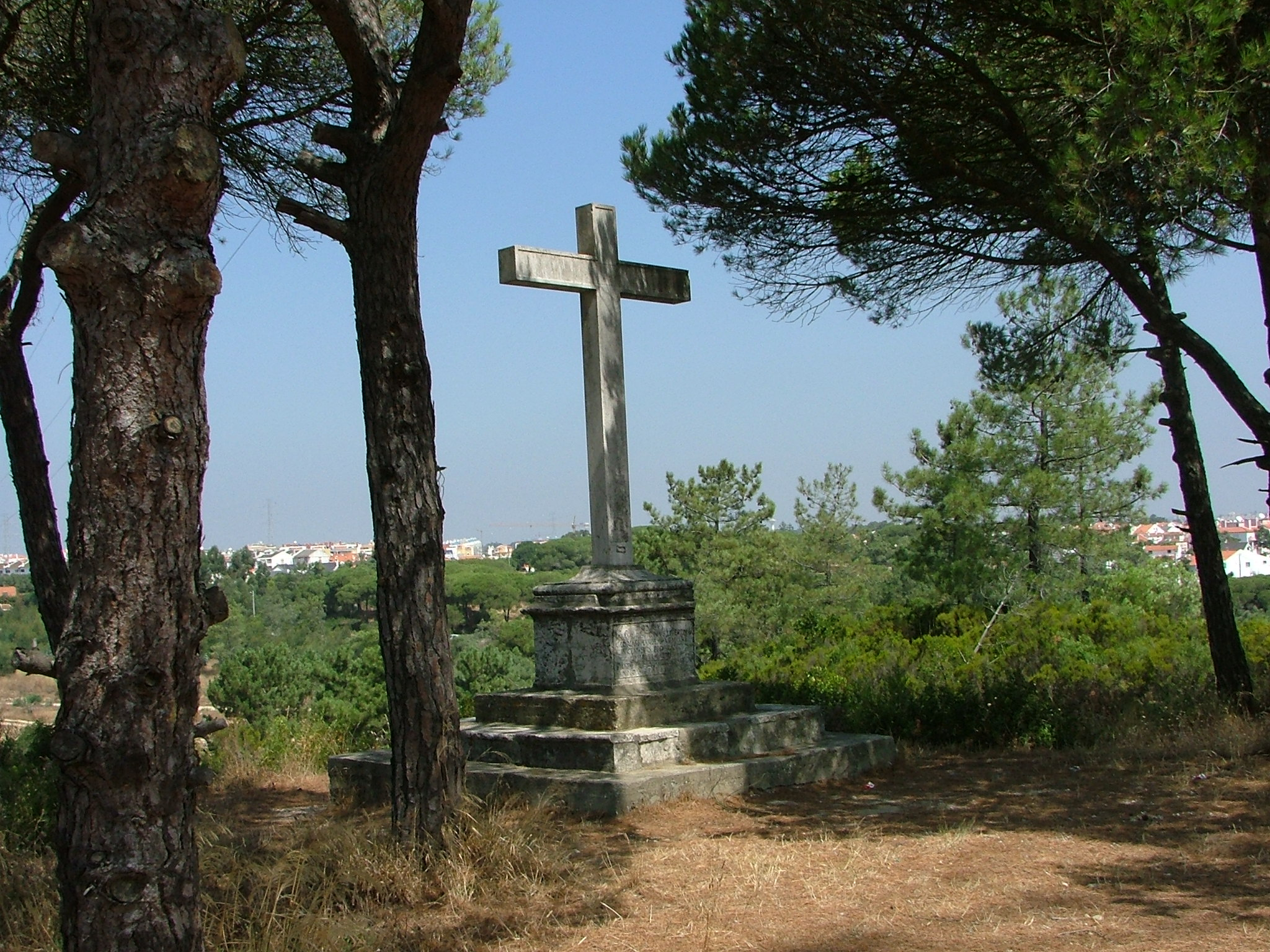
O Cruzeiro da Quinta de Vale do Rosal no chamado Monte da Cruz.

Cerca do ano de 1659, é levantado, por iniciativa do Padre Procurador-Geral do Brasil, um cruzeiro numa brenha da Quinta de Vale do Rosal, no local onde outrora existira uma cruz tosca de madeira. No meio do mato destaca-se uma enorme cruz de pedra, assinalando às gerações vindouras aqueles que pela sua fé foram martirizados e mortos. O cruzeiro é erguido no designado Monte da Cruz, onde outrora existira uma das cinco cruzes de madeira que faziam parte do caminho que os jesuítas percorriam em oração, muitas vezes em ladainhas cantadas.
Em 1759, no reinado de D. José I, são os religiosos jesuítas desterrados de Portugal por ordem do Marquês de Pombal, tendo-lhes sido confiscados todos os bens, entre os quais a Quinta de Vale de Rosal. Consta que na Quinta terão ficado a viver somente duas mulheres que são conhecidas pelo povo como "as Fomenicas".
A propriedade de Vale do Rosal tem então diversos donos, foreiros e rendeiros, voltando de novo à posse dos jesuítas, agora do Colégio de Campolide que sucedeu ao de Santo Antão, cerca de 1880.
A capela da Quinta de Vale do Rosal é reedificada parcialmente no ano de 1889 e o restante no ano de 1890, à época em que era Superior o reverendíssimo Padre José da Cruz, a quem sucedeu o Padre Joaquim Abreu Campo Santo.
Quando a 4 de Outubro de 1910, é declarada a Implantação da República na vila de Almada, um grupo de pessoas vindo de fora da Charneca, assaltou a propriedade da Quinta de Vale do Rosal, num acto anticlerical próprio daquele momento de grande agitação política e social, tendo incendiado a capela e furtado ou destruído todos os bens a que puderam deitar mão.
Dada a importância patrimonial e histórica da Quinta de Vale de Rosal o ministro da Justiça da época, Dr. Afonso Costa, visita-a em Março de 1911 após ter desembarcado em Cacilhas e ter passado por Almada onde foi alvo de uma grande manifestação popular.
Decorria o ano de 1914 quando um comerciante de Lisboa, de nome António Carlos, adquiriu a Quinta de Vale do Rosal em hasta pública, negócio que foi concretizado a 16 de Outubro de 1916. Desde daí a Quinta de Vale de Rosal manteve-se pertença de diversas gerações da família Ramalho Carlos que tem cuidado meticulosamente da sua preservação patrimonial e acedido para que, todos os anos, no dia 17 de Julho, seja realizada uma celebração religiosa em memória dos referidos jesuítas mártires.